# Banque centrale d'Irlande
Pour les articles homonymes, voir CBI.
La Banque centrale d'Irlande (en anglais : Central Bank of Ireland ; en irlandais : Banc Ceannais na hÉireann) est la banque centrale d'Irlande qui émet la monnaie nationale irlandaise (pièces de circulation et pièces de collection).

## Histoire
La banque a été fondée le 1er février 1943, succédant à la Commission monétaire d'Irlande, un organisme monétaire établi en 1922. Depuis le 1er janvier 1972, elle fonctionne sous le régime de la loi de 1971 sur la Banque centrale, qui a achevé la transition de l'ancrage strict de la monnaie à la livre sterling après l'indépendance vers une banque centrale entièrement autonome.
Au milieu des années 1960, la Banque a pris en charge les opérations courantes de contrôle des changes, auparavant du ministère des Finances. La Banque centrale a élargi ses activités au fil des décennies, mais elle est restée en pratique une caisse d'émission jusqu'aux années 1970. L'économiste Patrick Honohan évalue ainsi le succès du passage d'une caisse d'émission à une banque centrale : « Contrairement à de nombreux autres cas postcoloniaux, la disparition de la caisse d'émission n'a pas été suivie d'une dépréciation rapide ni d'un glissement vers une inflation élevée semi-permanente et une absence de convertibilité.»
La Banque centrale a commencé la production de pièces en euros en septembre 1999 au Currency Centre (Irish Mint) de Sandyford, produisant plus d'un milliard de pièces, pesant environ 5 000 tonnes, pour une valeur de 230 millions d'euros avant leur mise en circulation en janvier 2002. La production de billets en euros a débuté en juin 2000, avec 300 millions de billets d'une valeur de 4 milliards d'euros produits en coupures de 5, 10, 20, 50 et 100 euros. Les billets en euros produits pour la Banque centrale sont identifiés par un numéro de série commençant par la lettre T. La Banque n'a pas initialement émis de billets de 200 ou 500 euros, mais a depuis commencé à le faire.

### La crise bancaire irlandaise après 2008
En novembre 2005, la Banque centrale a constaté une surévaluation de 40 à 60 % du marché immobilier résidentiel irlandais. Le compte rendu d'une réunion avec l'OCDE indiquait que, si la Banque centrale reconnaissait la surévaluation de l'immobilier irlandais, elle craignait de précipiter un krach en « chiffrant ». En 2006, de hauts responsables de l'Allied Irish Bank ont exprimé leurs inquiétudes quant au caractère « insuffisant » des tests de résistance de la Banque centrale. La direction a ignoré les avertissements de sa propre unité de stabilité financière, selon un ancien membre du personnel, dont le témoignage lors de l'enquête parlementaire a été remis en question par plusieurs autres membres du personnel, ainsi que ceux de l'Institut de recherche économique et sociale concernant l'ampleur des prêts bancaires aux spéculateurs et promoteurs immobiliers, ce qui a conduit à la suppression d'informations clés. Il a été rapporté qu'elle avait cherché à empêcher un économiste de premier plan de parler de la fragilité des banques du pays concernant la succursale irlandaise de Northern Rock. La Banque centrale a « édulcoré » ses avertissements économiques concernant la bulle immobilière avant le krach, bloqué toute communication interne au niveau du conseil d'administration pour des raisons d'intérêts politiques et dissimulé « rigoureusement » des données aux autorités de surveillance externes compétentes concernant les importantes expositions des banques irlandaises aux promoteurs immobiliers,.
Après l'éclatement de la bulle, les banques irlandaises ont subi des pertes croissantes qui les ont exposées à un effondrement de la confiance à la suite de la faillite de Lehman Brothers en septembre 2008 ; elles ont ensuite subi de fortes pressions sur les liquidités, auxquelles la Banque centrale a dû faire face, notamment par des prêts d'urgence. Des abus de gestion ont également été révélés à l'Anglo Irish Bank, qui a dû être nationalisée en janvier 2009.
Le rapport annuel de la Banque centrale, publié trois mois avant que l'État irlandais ne garantisse inconditionnellement les dépôts des banques irlandaises, indiquait : « Les banques sont peu exposées au secteur des subprimes et restent relativement saines selon les critères habituels de capital, de rentabilité et de qualité des actifs. Ceci a été confirmé par les tests de résistance que nous avons menés avec les banques,.»
Le rapport annuel suivant était peu explicite sur les causes et les modalités de l'effondrement du système bancaire irlandais. Bien que quatre administrateurs de la Banque centrale siégeaient au conseil d'administration du régulateur financier, la Banque centrale maintenait qu'elle n'avait aucun pouvoir d'intervention sur le marché. Pourtant, elle avait le pouvoir d'adresser des directives au régulateur financier si elle estimait que ses activités étaient contraires à ses objectifs généraux de politique. Aucune directive n'a été émise.
Les procédures et rapports du régulateur, ainsi que les conclusions des inspecteurs externes, qui auraient dû alerter, n'ont pas permis de le faire. De ce fait, ils n'ont pas perçu l'énormité des risques pris par les banques et la catastrophe qui les accablerait.
Dans un rapport de novembre 2010 sur la crise financière de 2008, la Commission européenne a déclaré : « Certaines autorités nationales de surveillance ont échoué de manière flagrante. Nous savons qu'en Irlande, la supervision des grandes banques était quasiment inexistante.» Deux mois plus tard, le président de la Commission européenne, lors d'un échange houleux au Parlement européen, a déclaré avec une véhémence qui a choqué son auditoire que « les problèmes de l'Irlande étaient dus au comportement financier irresponsable de certaines institutions irlandaises et au manque de supervision du marché irlandais. »

### Réformes post-crise
Le 4 novembre 2014, la Banque centrale européenne a officiellement pris le contrôle des plus grandes banques européennes, y compris celles d'Irlande. Si le personnel de supervision bancaire de la Banque centrale d'Irlande est resté en place, une approche paneuropéenne de la supervision bancaire a été introduite, connue sous le nom de Supervision bancaire européenne.
Début 2015, la Banque centrale a mis en place une réglementation macroprudentielle sur les prêts hypothécaires afin d'accroître la résilience des secteurs bancaire et des ménages face au marché immobilier et de réduire le risque de flambée du crédit bancaire et des prix de l'immobilier. Ces mesures doivent être révisées chaque année, le premier rapport ayant été publié en novembre 2016.
En réponse à l'affaire des « leprechaun economics » de juillet 2016, à la demande de l'Office central des statistiques (« OCS »), le gouverneur de la Banque centrale a présidé un groupe de pilotage économique transversal (Groupe d'examen des statistiques économiques, ou « ESRG »), composé de l'IFAC, de l'ESRI, de la NTMA, d'éminents universitaires et du ministère des Finances, afin de recommander au CSO de nouvelles statistiques économiques mieux représentatives de l'économie irlandaise (compte tenu des distorsions croissantes du PIB et du PNB). Il en a résulté l'introduction du « RNB modifié » (ou RNB*). Site web de l'ESRG. Le RNB modifié* de 2016 est égal à 70 % du PIB de 2016 (ou le PIB de 2016 est égal à 143 % du RNB* de 2016).

## Liste des gouverneurs
| Rang | Nom                  | Mandat    | Mandat | Rang             | Nom            | Mandat    |
| ---- | -------------------- | --------- | ------ | ---------------- | -------------- | --------- |
| 1er  | Joseph Brennan       | 1943–1953 |        | 11e              | Philip R. Lane | 2015–2019 |
| 2e   | James J. McElligott  | 1953–1960 | 12e    | Gabriel Makhlouf | Depuis 2019    |           |
| 3e   | Maurice Moynihan     | 1960–1969 |        |                  |                |           |
| 4e   | T. K. Whitaker       | 1969–1976 |        |                  |                |           |
| 5e   | Charles Henry Murray | 1976–1981 |        |                  |                |           |
| 6e   | Tomás F. Ó Cofaigh   | 1981–1987 |        |                  |                |           |
| 7e   | Maurice F. Doyle     | 1987–1994 |        |                  |                |           |
| 8e   | Maurice O'Connell    | 1994–2002 |        |                  |                |           |
| 9e   | John Hurley          | 2002–2009 |        |                  |                |           |
| 10e  | Patrick Honohan      | 2009–2015 |        |                  |                |           |